# ステラーエンジニアリング
ステラーエンジニアリングまたは恒星工学（英: Stellar engineering）とは、人工的な方法で恒星を作成または修正することに関する一種の工学上（現在は仮想上の一種）の概念である。 
人類はまだあらゆる種類のステラーエンジニアリングを実行する技術的能力を持っていないが、新しい恒星を作成するのに必要な技術的進歩よりも、実質的に少ない技術的進歩で済む恒星操作（または恒星畜産、英: stellar husbandry）は、最終的に恒星の安定化または寿命を延長するために実行される可能性がある。有用な資源を直接採掘する（スターリフティングなどが知られている）、直接エネルギー源として使用する方法などがある。新しい恒星を製造することができるほど十分に進歩した文明は、おそらく自由に使える膨大な材料とエネルギー資源を持っているため、ほぼ確実にこのような恒星の延命措置などを行う必要はないと推測される。

## SF作品に登場するステラーエンジニアリング
イアン・バンクス、 ラリー・ニーヴン 、 アーサー・C・クラークなど、多くのSF作家は、多くのステラーエンジニアリングの応用の可能性を探ってきた。 
イアン・ダグラスの小説シリーズ「スターキャリア」では、シュダール種が多くの星を結合して青色巨星を作り、それが爆発してブラックホールになる。これらの完全に同期したブラックホールは、Texagu Resh重力異常と呼ばれるティプラーシリンダーを形成する。 
ジーン・ウルフによる小説シリーズ『新しい太陽の書』では、未来の地球の太陽の明るさは人工的な手段によって減らされたと推測されている。 
(1987年のアニメ)「ティーンエイジ・ミュータント・ニンジャ・タートルズ」シーズン3(1989)のエピソード「氷河期がやってきた…の巻 」では、 悪役のクランゲ、シュレッダー、ビーバップ、ロックステディ達が「サーモサイフォン」を使い、コンパクトな電池に太陽エネルギーを蓄え、 地球を凍らせる 。 
スターゲイト ユニバースエピソード12では、宇宙船デスティニー号が、人工的に作成されたと判断される未確認の恒星により、FTL(超光速航行)から時期尚早にドロップされ、生物圏を含む地球サイズの惑星一つを持つ2億歳未満の星系に辿り着く。 
500年後の未来に設定されている『ファイヤーフライ 宇宙大戦争』では、周囲の惑星や月に必要な恒星を形成するために、いくつかの巨大ガス惑星が「ヘリオフォーム」されている。 
ゲーム『Space Empires』シリーズでは、研究に利用できる最後の技術はステラマニピュレーションと呼ばれている。星を作成および破壊する機能に加えて、この技術の部門は種族にブラックホール 、 ワームホール 、 星雲 、 惑星 、 リングワールド 、およびダイソン球界を作成および破壊する機能も与える。 前述のように、このテクノロジーは非常に高度であるため、プレーヤーがそれらを使用できるようになると、通常はもう必要なくなる。これは、最後の2つの場合の巨大構造にも当てはまる。これらの巨大構造の1つが完成すると、リングワールドまたはスフィアワールドを制御する種族にはほとんど無制限のリソースがあり、通常は他の種族の敗北につながる 。 
ケビン・J・アンダーソンによる『 The saga of the seven suns 』では、人間は「クリキストーチ(Klikiss Torch)」を使用し巨大ガス惑星を星に変えることができる。この装置は、宇宙空間の2点間にワームホールを作成し、中性子星をガス惑星に落とし、星の核融合に点火できるようにする。 

## 参照資料
1. ↑  Ninjaturtles - Take Me to Your Leader
2. ↑  Stellar Manipulation (SEIV)